# Tovuz
Tovuz (njem. Traubenfeld) je naseljeno mjesto u Azerbajdžanu. 

## Povijest
Poznat je po tome što su ga 1912. njemački iseljenici osnovali pod imenom Traubenfeld. Tijekom Drugog svjetskog rata je Staljin dao nalog sve Nijemce istjerati i preimenovati mjesto u Tovuz.